# Alif Alif

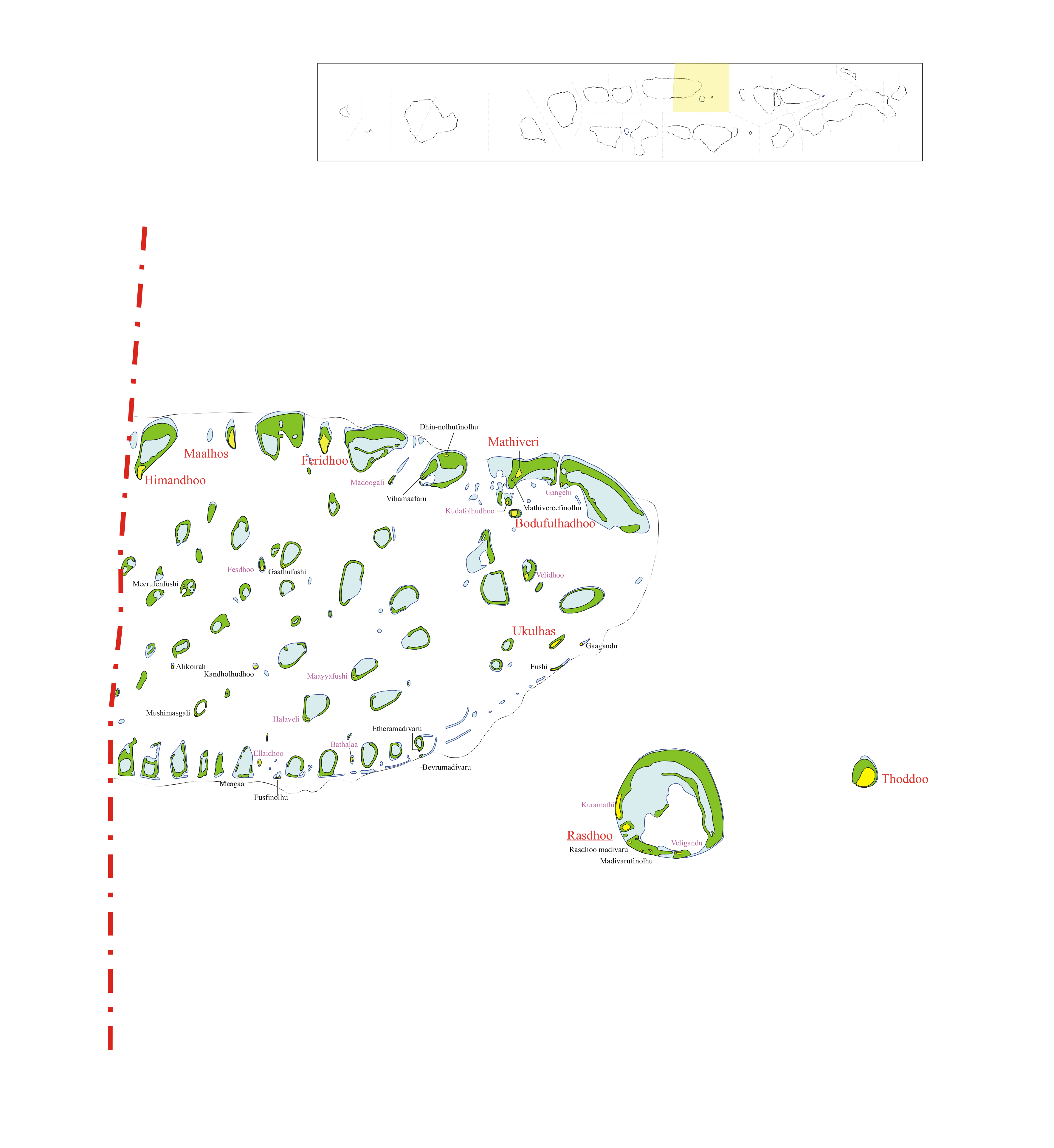
Mapa atolu

Alif Alif (anglicky Alif Alif nebo Alifu Alifu) je atol a administrativní jednotka na Maledivách. Hlavní město atolu je Rasdhoo. Skládá se ze 33 ostrovů, z toho 8 je obydlených. Počet obyvatel je 6 317.

## Obydlené ostrovy
- Bodufulhadhoo
- Feridhoo
- Himandhoo
- Maalhos
- Mathiveri
- Rasdhoo
- Thoddoo
- Ukulhas

## Neobydlené ostrovy
Alikoirah, Bathalaa, Beyrumadivaru, Dhin-nolhufinolhu, Ellaidhoo, Etheramadivaru, Fesdhoo, Fusfinolhu, Fushi, Gaagandu, Gaathufushi, Gangehi, Halaveli, Kandholhudhoo, Kudafolhudhoo, Kuramathi, Maagaa, Maayyafushi, Madivarufinolhu, Madoogali, Mathivereefinolhu, Meerufenfushi, Mushimasgali, Rasdhoo madivaru, Velidhoo, Veligandu, Vihamaafaru